# Дунавія
Дунавія — традиційна болгарська страва із птиці.
Балканська страва, що готується на барбекю з використанням екологічно чистого деревного вугілля та деревини фруктових порід.
На цю страву, як і на багато інших національних страв Болгарії, вплинула турецька культура й кухня через минуле панування в Болгарії Османської імперії, що залишило турецький слід у назвах і складі страв болгарської кухні.